# Вей Мен
Вей Мен (кит.: 魏 萌, нар. 2 травня 2000) — китайський стрілець, бронзова призерка Олімпійських ігор 2020 року.

## Виступи на Олімпіадах
| Олімпіада           | Дисципліна | Місце |
| ------------------- | ---------- | ----- |
| Ріо-де-Жанейро 2016 | скит       | 4     |
| Токіо 2020          | скит       | 3     |

## Зовнішні посилання
- Вей Мен — олімпійська статистика на сайті Sports-Reference.com (англ.) (архівна версія)
- Вей Мен [Архівовано 25 липня 2021 у Wayback Machine.] на сайті ISSF

1. ↑  https://olympics.com/tokyo-2020/olympic-games/en/results/shooting/athlete-profile-n1302164-wei-meng.htm